# Fred Hendschel
Frederick Hendschel, detto Fred (Rosenheim, 9 agosto 1879 – Manhattan, 14 febbraio 1916), è stato un nuotatore statunitense.
Partecipò alle gare di nuoto della II Olimpiade di Parigi del 1900.
Prese parte alla gara dei 200 metri stile libero arrivando terzo in semifinale, con un tempo di 3'42"0, senza qualificarsi per la finale. Scese in acqua di nuovo per la semifinale dei 200 metri ostacoli, dove arrivò quarto in semifinale, nuotando in 3'45"2.